# Дуглас, Уильям, 6-й лорд Дуглас
Уильям IV Дуглас (? — 19 июля 1333) — шотландский аристократ, 6-й лорд Дуглас с 1330 года, сын Джеймса Чёрного Дугласа, 5-го лорда Дугласа. О его биографии известно настолько мало, что факт его существования был установлен только в XIX веке Уильямом Фрейзером, поскольку его долгое долгое путали с Уильямом Дугласом из Лиддесдейла. В момент смерти отца Уильям был несовершеннолетним, поэтому его опекуном стал младший брат его отца — сэр Арчибальд Дуглас. А в 1333 году он вместе с дядей погиб в битве Халидон-Хилл, не оставив наследников, поэтому его титул и владения унаследовал другой брат его отца — Хьюго Дуглас.

## Происхождение
Уильям происходил из шотландского рода Дугласов. В настоящее время считается, что род, возможно, имеет фламандские корни. Возможно, предки Дугласов поселились в известном во время правления Малькольма IV (1153—1165 годы) фламандском поселении в верховьях реки Клайд. Первым достоверно известным лордом Дугласом был Уильям I, который был братом (или, по другой версии, шурином) Фрескина из Кердейла, землевладельца в Морее. Не позднее 1177 года он получил владения в долине реки Дуглас Уотер. Поскольку семейная традиция связывает родоначальника Дугласов с восстанием Дональда Бана, то, вероятно, Уильям был одним из вассалов лорда Галлоуэя и сопровождал его в походе против Дональда Бана. Нет документальных свидетельств, которые подтверждают активное участие Уильяма в подавлении восстания, но после 1187 года Дугласы появляются в поле зрения источников.
Отцом Уильяма был Джеймс Чёрный Дуглас, 5-й лорд Дуглас, один из соратников короля Шотландии Роберта I Брюса во время Первой войны за независимость Шотландии.
Не сохранилось никаких записей о браке Джеймса Дугласа. Дэвид Хьюм из Годскрофта утверждает, что у того было двое незаконнорождённых детей — Уильям и Арчибальд, ошибочно идентифицировавший первого с Уильямом Дугласом из Лиддесдейла, известного как «Цветок рыцарства». На эту неточность указал историк Уильям Фрейзер, который указал, что сын Джеймса унаследовал титул лорда Дугласа; на этом основании он предположил, что Уильям должен был родиться в законном браке. Хотя, по мнению Герберта Максвелла, наследование титула не является доказательством законнорождённости, факт, что Уильям его носил, подтверждается двумя документами. Первым является отчёт камергера Реджинальда де Мера, датированным 1331 годом, где упоминается «Willelmus dominus de Duglas» (Уильям, лорд Дуглас), другим — адресованная королю Давиду II жалоба от монахов Колдингемского монастыря, в котором Уильям и его дядя Арчибальд обвиняются в незаконном удержании поместья Суинтон в Берикшире, «которое было даровано достопочтенному сэру Джеймсу, бывшему лорду Дугласу, за его советы и помощь монахом, не имевшим полномочия предоставлять эту недвижимость вопреки интересам Колдингемского монастыря».

## Биография
О биографии Уильяма известно настолько мало, что факт его существования был установлен только в XIX веке Уильямом Фрейзером. В 1330 году умер его отец, после чего он унаследовал владения Дугласов и титул лорда Дугласа. Поскольку Уильям в это время был несовершеннолетним, опекуном его стал дядя — Арчибальд Дуглас.
В 1332 году началась Вторая война за независимость Шотландии, после того как в королевство вторглась армия Эдуарда Баллиола, предъявившего при поддержке английского короля Эдуарда III претензии на шотландский трон. Шотландцы понесли существенные потери при разгроме в битве при Дапплин-Муре 11 августа, но в конце года Арчибальд Дуглас разбил претендента в битве при Аннане. Именно он после того как в апреле 1333 года в английский плен попал Эндрю Морей, стал хранителем Шотландии.
Когда в мае армия Эдуарда III осадила Берик, Арчибальд собрал армию и опустошил Северную Англию. Однако английский король и не думал снимать осаду, поэтому шотландцы выступили в поход к Берику. По условиям заключённого Эдуардом III с констеблем Берика перемирия, тот должен был сдать замок, если до 20 июля шотландцы не освободят его. Поэтому Арчибальд был вынужден сражаться с англичанами. 19 июля состоялась битва при Халидон-Хилле, в которой шотландцы потерпели поражение. Среди погибших был и Арчибальд Дуглас. Томас Грей в своей хронике называет среди погибших также «лорда Дугласа, сына Джеймса Дугласа». Упоминается «Уильям Дуглас, сын Джеймса того же рода» и в хронике Генри Найтонского.

## Наследство
В момент гибели Уильям был несовершеннолетним и не был женат, поэтому владения Дугласов унаследовал его дядя — Хьюго Дуглас, 7-й лорд Дуглас. Однако эти земли по большей части оказались под контролем англичан. Хьюго был священником и так и не женился, поэтому своими наследниками, вероятно, назначил племянников Джона и Уильяма, сыновей Арчибальда Дугласа, отправленных во Францию, чтобы обеспечить их безопасность. Из них Джон умер между 1340 и 1342 годами, а Уильям в 1347 году вернулся в Шотландию и смог получить наследство. В 1358 году король Давид II даровал ему титул графа Дугласа.
Брат Уильяма, Арчибальд, стал родоначальником Чёрных Дугласов.

## Печать Уильяма Дугласа

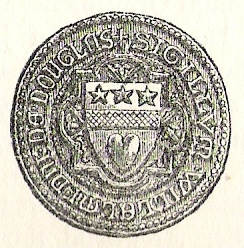
Печать Уильяма Дугласа, лорда Дугласа. Иллюстрация из «Истории дома Дугласов» Г. Максвелла

В 1788 году на руинах усыпальницы Дугласов в церкви Норт-Берика была обнаружена латунная печать изящного дизайна XIV века. На ней была выгравирована надпись «SIGILLVM WILLELMI DNI DE DOVGLAS» (Печать Уильяма, лорда Дугласа), окружающей щит с гербом Дугласов. Поскольку на геральдическим щите было расположено сердце, которое появилось на гербе Дугласов только после смерти сэра Джеймса. На основании этого Уильям Фрейзер сделал вывод, что печать могла принадлежать только Уильяму, поскольку следующий Уильям Дуглас, унаследовавший этот титул, позже стал графом Дугласом и использовал другую печать, оттиски которой сохранились.

Герб лордов Дуглас
До смерти Джеймса Чёрного Дугласа, 5-го лорда Дугласа
После смерти Джеймса Чёрного Дугласа, 5-го лорда Дугласа